# Pedro de Silva y Sarmiento de Alagón
Pedro de Silva y Sarmiento de Alagón (Madrid, 1742 - Aranjuez, 6 de noviembre de 1808) fue un académico español.

## Biografía
Ocupó los cargos de bibliotecario mayor del rey y caballero comendador de la Orden de Alcántara en Eljas. Fue miembro de la de la Real Sociedad Bascongada de Amigos del País y de las academias de Nobles Artes de Madrid y de Valencia. Fue académico de la Real Academia Española, ocupando la silla Z, y colaboró en la edición del Diccionario de 1803, como ya había hecho en las ediciones anteriores de 1780, 1783 y 1791. Donó a la RAE un manuscrito del Libro de buen amor, del arcipreste de Hita, conocido como códice Gayoso. Fue el octavo director de la Real Academia Española entre el 4 de febrero de 1802 y el 6 de noviembre de 1808.
Fue hermano de José Joaquín de Silva-Bazán, su predecesor en el cargo de director de la Real Academia Española.
Desde septiembre de 1808 hasta su muerte, poco más de un mes después, representó a Madrid en la Junta Suprema Central:

Pedro de Silva, patriarca de las Indias, gran cruz de la orden de Carlos III y antes mariscal de campo de los reales ejércitos. Falleció en Aranjuez y no fue reemplazado.